# Hệ thần kinh ngoại biên
Hệ thần kinh ngoại biên (HTKNB), hay còn gọi là hệ thần kinh ngoại vi, là một phần của hệ thần kinh, bao gồm các dây thần kinh và hạch thần kinh bên ngoài não bộ và tủy sống. Chức năng chính của HTKNB là liên kết hệ thần kinh trung ương (HTKTW) với các chi và cơ quan. Không giống như HTKTW, HTKNB không được bảo vệ bởi xương sống và hộp sọ hoặc bởi hàng rào máu não nên nó dễ bị tác động của độc tố và tổn thương cơ học từ bên ngoài. HTKNB được chia ra thành hệ thần kinh thân thể và hệ thần kinh tự chủ, một số giáo trình cho rằng bao gồm cả hệ giác quan.
Dây thần kinh sọ não trừ thần kinh sọ não II, dây thần kinh thị giác cùng võng mạc, cũng thuộc HTKNB. Dây thần kinh sọ não II không phải là dây thần kinh ngoại vi thực sự nhưng là một phần của não trung gian. Hạch thần kinh sọ não bắt đầu từ HTKTW. Tuy nhiên, 11 sợi trục dây thần kinh sọ não còn lại kéo dài vượt qua não và do đó được coi là một phần của HTKNB.